# In the Name of Love (album)
Pour les articles homonymes, voir In the Name of Love.
Albums de Earth, Wind & Fire
Millennium
(1993) The Promise
(2003)
Singles
1. In the Name of Love
Sortie : 1996
2. Revolution
Sortie : 1997
3. When Love Goes Wrong
Sortie : 1997
4. Change Your Mind
Sortie : 2006

In the Name of Love est le dix-septième album studio du groupe américain Earth, Wind and Fire, sorti le 22 juillet 1997 chez Pyramid Records et Rhino Records. 
L'album a notamment atteint la 50e place du classement américain Top R&B Albums, la 19e place du classement britannique des albums R&B et la 25e place du classement japonais des albums Oricon.

## Contenu et historique
In the Name of Love a été produit par Maurice White. À l'origine, l'album est sorti au Japon et en Indonésie en 1996 sous le titre d'Avatar avec trois autres chansons (Change Your Mind, Take You to Heaven et Bahia) et un ordre différent de la liste des chansons. Une reprise de la chanson Love Is Life figure également sur l'album. Love Is Life est apparue pour la première fois sur le premier album éponyme du groupe en 1971.
En octobre 2006, In the Name of Love est réédité sur le propre label de Maurice White, Kalimba Music. Cette réédition est accompagnée de trois titres bonus provenant d'Avatar : Change Your Mind, Take You to Heaven et Bahia. La chanson Change Your Mind est sortie en single la même année.

## Liste des titres
| No  | Titre                | Auteur                                                                                            | Durée |
| --- | -------------------- | ------------------------------------------------------------------------------------------------- | ----- |
| 1.  | Rock It              | - Philip Bailey - James Bailey - Sonny Emory - Morris Pleasure - Sheldon Reynolds - Verdine White | 4:26  |
| 2.  | In the Name of Love  | - Melanie Andrews - Pleasure - S. Reynolds - Betty Reynolds - Maurice White                       | 4:48  |
| 3.  | Revolution           | - Bailey - Emory - Pleasure - M. White                                                            | 5:08  |
| 4.  | When Love Goes Wrong | - Bailey - Alan Glass - Andrew Klippel                                                            | 4:48  |
| 5.  | Fill You Up          | - Kevin Guillaume - Ralph Hawkins, Jr. - Damian Johnson - Paul Minor - Ralph Tresvant             | 4:06  |
| 6.  | Right Time           | - Andrews - Minor - S. Reynolds - M. White                                                        | 4:02  |
| 7.  | Round and Round      | - Scott Mayo - Wil Wheaton                                                                        | 3:54  |
| 8.  | Keep It Real         | - Andrews - Minor - Pleasure - S. Reynolds - M. White                                             | 4:51  |
| 9.  | Cruising             | - Bailey - Emory - Pleasure - Roxanne Seeman                                                      | 5:41  |
| 10. | Love Is Life         | - Wade Flemons - M. White - Don Whitehead                                                         | 4:59  |
| 11. | Avatar               | - Marcel East - Ralph Johnson                                                                     | 2:09  |

| 1.  | Keep It Real                | - Andrews - Minor - Pleasure - S. Reynolds - M. White                                             | 4:52 |
| 2.  | The Right Time              | - Andrews - Minor - S. Reynolds - M. White                                                        | 4:01 |
| 3.  | Fill U Up                   | - Kevin Guillaume - Ralph Hawkins, Jr. - Damian Johnson - Paul Minor - Ralph Tresvant             | 4:02 |
| 4.  | Avatar                      | - Marcel East - Ralph Johnson                                                                     | 2:05 |
| 5.  | Cruising                    | - Bailey - Emory - Pleasure - Roxanne Seeman                                                      | 5:41 |
| 6.  | Revolution (Just Evolution) | - Bailey - Emory - Pleasure - M. White                                                            | 5:08 |
| 7.  | Round and Round             | - Scott Mayo - Wil Wheaton                                                                        | 3:52 |
| 8.  | Change Your Mind            | - Bill Meyers - Brenda Russell - M. White                                                         | 3:48 |
| 9.  | Love Is Life                | - Wade Flemons - M. White - Don Whitehead                                                         | 4:59 |
| 10. | In the Name of Love         | - Melanie Andrews - Pleasure - S. Reynolds - Betty Reynolds - Maurice White                       | 4:48 |
| 11. | Take You to Heaven          | - Philip Bailey - Scott Mayo - Diane Quander                                                      | 4:33 |
| 12. | Rock It                     | - Philip Bailey - James Bailey - Sonny Emory - Morris Pleasure - Sheldon Reynolds - Verdine White | 4:26 |
| 13. | Bahia                       | - Sonny Emory - Morris Pleasure                                                                   | 1:49 |

## Classements hebdomadaires
| Classement (1996–97)          | Meilleure position |
| ----------------------------- | ------------------ |
| États-Unis (Top R&B Albums)   | 50                 |
| Japon (Oricon)                | 25                 |
| Pays-Bas (Mega Album Top 100) | 78                 |
| Royaume-Uni (UK R&B Chart)    | 19                 |